# Rad Belgrado
O Fudbalski Klub Rad (sérvio:Фудбалски клуб Рад) é uma equipe de futebol de Banjica, na cidade de Belgrado, Sérvia. Suas cores são azul e azul claro.
Foi fundado em 1958 como FK Rad Belgrado. Em 1990 alterou seu nome para FK GRO Rad Belgrado, e em 1993 retornou para o nome original, que utiliza até hoje. Traduzido para o português, o nome significa Trabalho.
Disputa suas partidas no Stadion Kralj Petar I(Рад em Sérvio), em Belgrado, que tem capacidade para 4.000 espectadores. O nome do estádio é em homenagem a Kralj Petar I, conhecido em português como Rei Pedro I da Iugoslávia.
Seus torcedores são chamados Força Unida, e conhecidos como um dos mais leais do futebol sérvio. Também são conhecidos por atos infames como atos violentos dentro e fora de vários estádios do país.
A equipe compete atualmente na segunda divisão do Campeonato Sérvio, e sua melhor colocação foi o quarto lugar no Campeonato Iugoslavo em 1989, à frente de clubes poderosos como Dinamo Zagreb e Partizan.
Esta posição lhe rendeu uma vaga na Copa da UEFA na temporada 1989/90. Na ocasião, foi eliminado na primeira fase para o Olympiacos, da Grécia. Após vencer em casa por 2 a 1, perdeu por em Atenas por 2 a 0.

## Títulos
O clube não possui nenhum título de relevância